# Ischasia viridithorax
Ischasia viridithorax är en skalbaggsart som beskrevs av Peñaherrera och Tavakilian 2004. Ischasia viridithorax ingår i släktet Ischasia och familjen långhorningar. Inga underarter finns listade i Catalogue of Life.